# Howard Lucraft
Howard Lucraft (* 16. August 1916 in Finchley, London; † 4. Februar 2011 in Long Beach (Kalifornien)) war ein britischer Gitarrist, Orchesterleiter, Arrangeur, Komponist und Journalist.

## Leben und Wirken
Lucraft besuchte das Tollington Park College und studierte an der kalifornischen UCLA. In England wurde er als Orchesterleiter bei der BBC bekannt, als er mit eigenen Formationen im nationalen Rundfunk spielte. Außerdem komponierte und arrangierte er für Shows der BBC unter seiner Leitung. In den 1950er Jahren zog er in die Vereinigten Staaten, wo er als Komponist und Arrangeur in der Musikindustrie für Radio, Fernsehen, Werbung und Plattenlabel arbeitete. Seine Kompositionen und Arrangements wurden u. a. von Stan Kenton, Anita O’Day, Ray Noble und in Los Angeles von den Fernsehsendern KTTV und KABC eingespielt. Lucrafts „Los Angeles Jazz Suite“ hatte im Hollywood Bowl Premiere; in seinen Hollywood All-Stars spielten Art Pepper, Teddy Edwards, Frank Rosolino, Bill Perkins, Pete Jolly, Red Mitchell und Stan Levey. Mit seinen Bands nahm er für Decca Records auf (Showcase For Modern Jazz) und hatte Fernseh- und Radioauftritte. Seine Showsendung Jazz International wurde vom American Forces Network übertragen.
Lucraft war auch als kalifornischer Vertreter der Londoner Agentur Odhams Press tätig, schrieb zwanzig Jahre für den Daily Herald und das Nachfolgeblatt The Sun, davon war er elf Jahre für die Anzeigenabteilung tätig. Danach schrieb er unter dem Pseudonym Luc für das Magazin Variety, wo er die Kolumne Under and Overtones hatte, u. a. über Film, Musik und Werbung. Daneben erschienen seine Beiträge in Musikmagazinen wie Down Beat, Jazz Journal International, JazzTimes, Melody Maker, Metronome sowie im Los Angeles Herald-Examiner, Los Angeles Times und in Overture. Seit 1953 gehörte er der Hollywood Foreign Press Association an und war drei Mal Präsident des Hollywood Press Club. Ferner gehörte er der American Society of Music Arrangers and Composers (ASMAC), der American Federation of Radio and Television Artists (AFTRA) und der Motion Picture Association of America an.
Leonard Feather meinte nach einem Konzert 1974 des Lucraft-Septetts, er sei „a music critic who can practice what he preaches.“

## Diskographische Hinweise
- Modern Sounds From California: Historic Recordings 1954–1957 (Fresh Sound Records, ed. 2005) mit Charlie Mariano, Buddy Collette, Shelly Manne, Bud Shank, Bob Cooper, Stu und Claude Williamson, Monty Budwig, Stan Levey, Mel Lewis